# 浜子 (君津市)
浜子（はまご）は、千葉県君津市の地名。丁番を持たない単独町名で、郵便番号は299-1122。

## 地理
市内西部、小糸川支流の宮下川左岸に位置する。地内は北東側を除く周囲を山林に囲まれた水田地帯で、山の麓に集落が点在する。
北東から東にかけて常代、南東で宮下、南西で小山野、北西で郡とそれぞれ接する（いずれも君津市）。

## 歴史
室町時代頃から浜子村の名が見られる。時期によっては浜古とも表記された。

### 沿革
- 江戸時代 - 周淮郡浜古村成立。旗本赤松氏領。
- 1873年（明治6年） - 浜古村、千葉県に所属。
- 1889年（明治22年）4月1日 - 町村制施行により周淮郡周南村大字浜子となる。
- 1897年（明治30年）4月1日 - 周南村、郡統合により君津郡所属となる。
- 1954年（昭和29年）3月31日 - 周南村と君津町（初代）・貞元村が合併し君津郡君津町（2代目）が成立、同町の大字となる。
- 1971年（昭和46年）9月1日 - 君津町が市制施行し、君津市となる。
- 2001年（平成13年）12月1日 - 一部で住居表示実施[4]、常代4丁目に編入[要出典]。

## 世帯数と人口
2019年（平成31年）3月31日現在の世帯数と人口は以下の通りである。
| 大字 | 世帯数 | 人口 |
| ---- | ------ | ---- |
| 浜子 | 22世帯 | 53人 |

## 小・中学校の学区
市立小・中学校に通う場合、学区は以下の通りとなる。
| 番地 | 小学校             | 中学校             |
| ---- | ------------------ | ------------------ |
| 全域 | 君津市立周南小学校 | 君津市立周南中学校 |

## 交通
地内を通る鉄道路線・バス路線・国道・県道はない。
最寄駅は内房線君津駅。最寄りの公共交通機関としては、君津市コミュニティバス小糸川循環線が隣接する常代地区を通っている。

## 施設
- 建暦寺
- 熊野神社
- 浜子公民館